# David Bradley (Schauspieler, 1942)

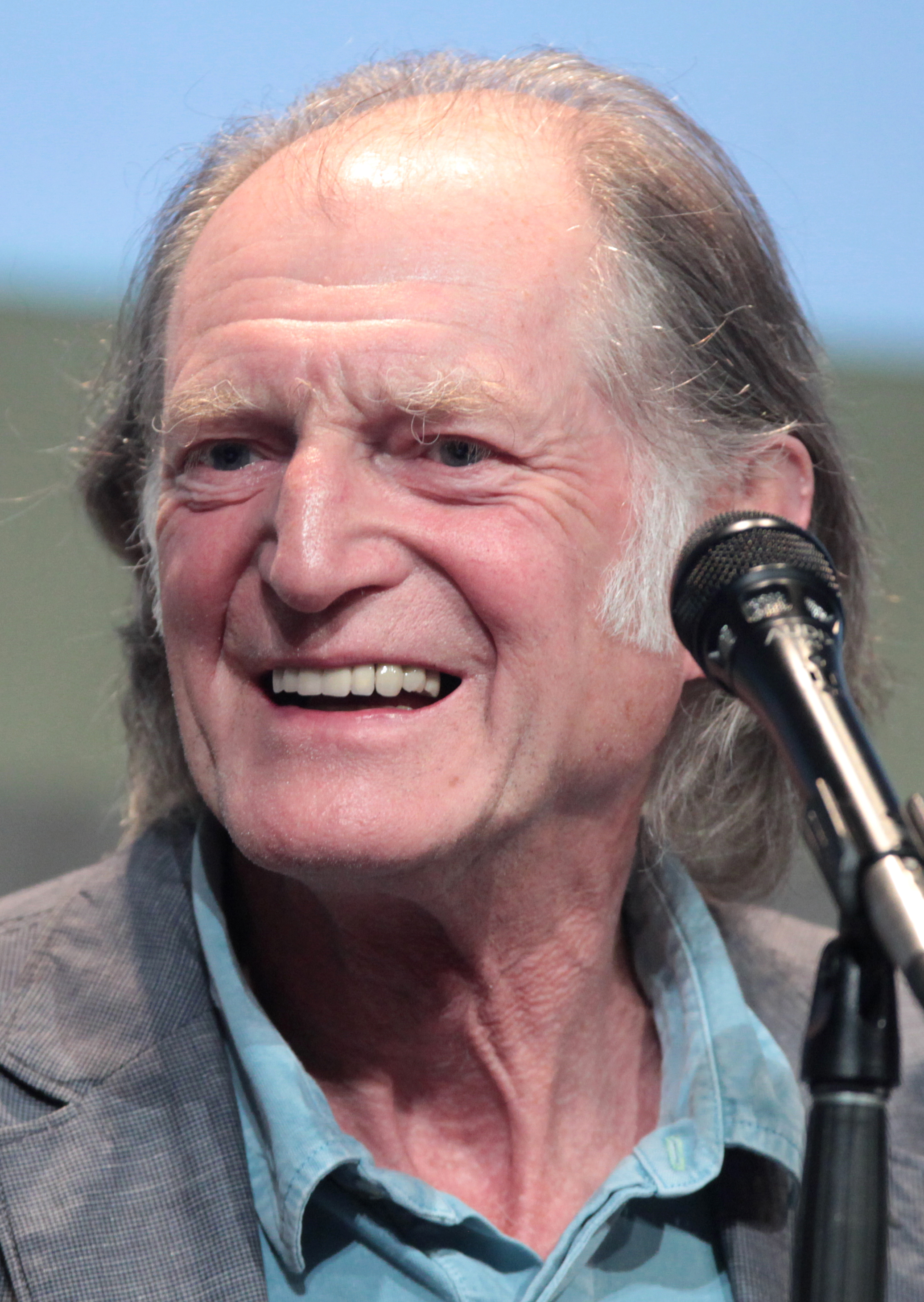
David Bradley bei der Comic-Con 2015

David Bradley (* 17. April 1942 in Yorkshire) ist ein britischer Schauspieler, der vor allem durch die Rolle des Hausmeisters von Hogwarts Argus Filch in der Harry-Potter-Filmreihe von 2001 bis 2011 internationale Bekanntheit erreichte.

## Leben
Bradley ist seit 1971 Schauspieler und trat zu Beginn in Laurence Oliviers Royal National Theatre auf. Im selben Jahr war er auch zum ersten Mal in einer Fernsehserie als Polizist zu sehen. 1991 gewann er den Laurence Olivier Theatre Award in der Kategorie Best Actor in a Supporting Role für das Stück King Lear am Royal National Theatre. 1997 trat er sowohl in dem Stück The Homecoming von Harold Pinter in London als auch in Der Hausmeister im Theater von Sheffield auf.
Seine Filmografie umfasst zahlreiche Auftritte in verschiedenen Fernsehserien wie etwa Die Profis und Für alle Fälle Fitz. Besonders oft war er auch in Produktionen der BBC zu sehen. So spielte er in der Comedyserie Wild West die Rolle des Jake und 1996 in der mit dem BAFTA-Award ausgezeichneten Serie Our Friends in the North ein fiktionales Mitglied der Labour Party. 2001 spielte er in der Serie The Way We Live Now von Regisseur David Yates, mit dem er auch fünf Jahre darauf in Harry Potter und der Orden des Phönix erneut zusammenarbeitete.
Als Filmschauspieler agierte Bradley neben Fernsehproduktionen auch in Filmen wie Nicholas Nickleby (2002) und Hot Fuzz – Zwei abgewichste Profis (2007). Besondere Bekanntheit erlangte er vor allem durch seine Rolle als Hausmeister Argus Filch in den Verfilmungen der Harry-Potter-Romane.
2009 war Bradley in der Fernsehserie Ashes to Ashes – Zurück in die 80er in der Rolle eines extremen Tierschützers zu sehen. 2010 spielte er in dem Filmdrama Another Year mit und wurde für einen London Film Critics’ Circle Award nominiert. Zwischen 2011 und 2017 spielte er in unregelmäßigen Abständen die Rolle des Walder Frey in der Serie Game of Thrones. Von 2014 bis 2017 verkörperte er außerdem mit Prof. Abraham Setrakian eine Hauptrolle in der Serie The Strain.
2013 spielte Bradley die Hauptrolle im BBC-Fernsehfilm Ein Abenteuer in Raum und Zeit (An Adventure in Space and Time), einem Dokupic über die Entstehungsgeschichte der Fernsehserie Doctor Who. Hier war er der Darsteller des „ersten Doktors“, William Hartnell. Im Finale der zehnten Staffel von Doctor Who 2017 spielte Bradley erstmals den 1. Doktor innerhalb der Serie.
Die deutsche Synchronstimme von David Bradley in den Harry-Potter-Filmen war Fred Maire. Selbst hatte Bradley eine Synchronisationrolle im über Kickstarter finanzierten Videospiel The Mandate.

## Filmografie (Auswahl)

### Kinofilme
- 1997: Seeing Things
- 1998: Kalmans Geheimnis (Left Luggage)
- 1999: Tom’s Midnight Garden
- 2000: The King Is Alive
- 2001: Über kurz oder lang (Blow Dry)
- 2001: Gabriel & Me
- 2001: Harry Potter und der Stein der Weisen (Harry Potter and the Philosopher’s Stone)
- 2002: Pas de Trois
- 2002: This Is Not a Love Song
- 2002: Crossings
- 2002: The Intended
- 2002: Harry Potter und die Kammer des Schreckens (Harry Potter and the Chamber of Secrets)
- 2002: Nicholas Nickleby
- 2004: Harry Potter und der Gefangene von Askaban (Harry Potter and Prisoner of Azkaban)
- 2004: Exorzist: Der Anfang (Exorcist: The Beginning)
- 2005: Red Mercury
- 2005: Harry Potter und der Feuerkelch (Harry Potter and the Goblet of Fire)
- 2007: Hot Fuzz – Zwei abgewichste Profis (Hot Fuzz)
- 2007: Harry Potter und der Orden des Phönix (Harry Potter and the Order of the Phoenix)
- 2008: I Know You Know
- 2008: Blick des Bösen – Sie will nur spielen (The Daisy Chain)
- 2009: Harry Potter und der Halbblutprinz (Harry Potter and the Halfblood-Prince)
- 2009: Harry Brown
- 2010: Another Year
- 2011: Harry Potter und die Heiligtümer des Todes – Teil 2 (Harry Potter and the Deathly Hallows: Part 2)
- 2011: Captain America: The First Avenger (Captain America: The First Avenger)
- 2011: The Holding
- 2013: The World’s End
- 2016: Der junge Messias (The Young Messiah)
- 2017: The Lodgers – Zum Leben verdammt (The Lodgers)
- 2021: Jolt
- 2022: Guillermo del Toros Pinocchio (Guillermo del Toro’s Pinocchio) (Animationsfilm, Sprechrolle)
- 2022: Weihnachten bei dir oder bei mir? (Your Christmas or Mine)
- 2023: Chicken Run: Operation Nugget (Chicken Run: Dawn of the Nugget, Sprechrolle)
- 2023: Good Grief

### Fernsehfilme
- 1983: Tartuffe, or The Impostor
- 1989: A Master of the Marionettes
- 1994: Fair Game
- 1996: Kiss and Tell
- 1997: The Moth
- 1997: In Your Dreams
- 1998: Reckless: The Movie
- 2001: Sweet Dreams
- 2001: Murphy’s Law
- 2003: The Mayor of Casterbridge
- 2005: Mr. Harvey Lights a Candle
- 2006: Sweeney Todd
- 2008: The Color of Magic – Die Reise des Zauberers (The Colour of Magic)
- 2012: Die Tore der Welt (World Without End)
- 2013: Ein Abenteuer in Raum und Zeit (An Adventure in Space and Time)

### Fernsehserien
- 1971: Nearest and Dearest – 1 Episode
- 1971: A Family at War – 7 Episoden
- 1972: ITV Saturday Night Theatre – 1 Episode
- 1978: Die Profis (The Professionals) – 1 Episode (1.07)
- 1981: Play for Today – 1 Episode
- 1981: BBC2 Playhouse – 1 Episode
- 1985: One by One – 1 Episode
- 1986: King of the Ghetto – 2 Episoden
- 1992: Between the Lines – 1 Episode
- 1993: The Buddha of Suburbia
- 1994: Martin Chuzzlewit – 1 Episode
- 1995: The Vet – 1 Episode
- 1995: Casualty – 1 Episode
- 1996: A Touch of Frost – 1 Episode
- 1996: Band of Gold – 1 Episode
- 1996: Our Friends in the North – 8 Episoden
- 1996: Wycliffe – 1 Episode
- 1996: Für alle Fälle Fitz (Cracker) – 1 Episode
- 1997: Reckless
- 1998: Our Mutual Friend – 4 Episoden
- 1998: Where the Heart Is – 1 Episode
- 1998: Vanity Fair – 3 Episoden
- 1998: The Canterbury Tales
- 2000: Shades
- 2000: The Wilsons
- 2000: Black Cab – 1 Episode
- 2001: The Way We Live Now – 4 Episoden
- 2003: Inspector Barnaby (Midsomer Murders) – 1 Episode
- 2003: Charles II: The Power & the Passion
- 2003: Blue Dove
- 2004: Wild West – 6 Episoden
- 2004: Blackpool – 6 Episoden
- 2006: Taggart – 1 Episode
- 2006–2008: Ideal – 6 Episoden
- 2007: Thieves Like Us – 3 Episoden
- 2007: True Dare Kiss – 3 Episoden
- 2008: The Invisibles – 1 Episode
- 2009: Die Tudors (The Tudors) – 1 Episode
- 2009: Ashes to Ashes – Zurück in die 80er (Ashes to Ashes) – 1 Episode
- 2009: The Street – 1 Episode
- 2010: Five Daughters – 3 Episoden
- 2010: New Tricks – Die Krimispezialisten (New Tricks) – 1 Episode
- 2011, 2013, 2016–2017: Game of Thrones – 6 Episoden
- 2012, 2017, 2022: Doctor Who – 4 Episoden
- 2013: Broadchurch – 5 Episoden
- 2014–2017: The Strain – 45 Episoden
- 2014: Silk – Roben aus Seide (Silk) – 1 Episode
- 2016: Die Medici – Herrscher von Florenz (Il Medici) – 1 Episode
- 2018–2019: Les Misérables (Miniserie)
- 2019–2022: After Life
- 2020: Die Zauberer (Wizards)

## Theaterrollen (Auswahl)
- 1982: Arden of Faversham (unbekannt): Shakebag, The Other Place, Stratford-upon-Avon[1]
- 2002: Uncle Vanya (Anton Tschechow): Serebryakov, Donmar Warehouse: London[2]
- 2003: Uncle Vanya (Anton Tschechow): Serebryakov, Brooklyn Academy of Music, New York City[3]
- 2010: Endgame (Samuel Beckett): Clov, The Gate Theatre, Dublin[4]
- 2011: Moonlight (Harold Pinter): Andy, Donmar Warehouse; London[5]